# 保立一男
保立 一男（ほたて かずお、1945年〈昭和20年〉9月15日 - 2023年〈令和5年〉7月2日）は、日本の政治家。元茨城県神栖市長（3期）、元神栖町議会議員（5期）。

## 来歴
茨城県軽野村（現・神栖市日川）に生まれる。1964年（昭和39年）3月、千葉県立銚子商業高等学校卒業。
1988年（昭和63年）、神栖町議会議員選挙に初当選。1998年（平成10年）9月、議長就任。2003年（平成15年）8月、保立運送代表に就任。
2005年（平成17年）8月1日、神栖町は波崎町を編入、市制施行し神栖市となる。これに伴い同年11月6日に行われた神栖市長選挙に出馬。現職で初代神栖市長の岡野敬四郎を破り初当選した（保立：26,360票、岡野：20,108票）。投票率は67.97％だった。同日、市長就任（現在の任期開始日は12月6日）。
2009年（平成21年）に再選され、2013年（平成25年）に3選された。2018年、旭日小綬章受章。
2023年（令和5年）7月2日、病気のため入院先の総合病院国保旭中央病院（千葉県旭市）にて死去。 77歳没。日本政府より没日付を以て正五位に叙された。